# Polish Juniors 2012
Das Polish Juniors 2012 fand als bedeutendstes internationales Nachwuchsturnier von Polen im Badminton vom 20. bis zum 22. Januar 2012 in Płock statt. Es war die 23. Auflage der Veranstaltung.

## Sieger und Platzierte
| Disziplin    | Gold                              | Silber                            | Bronze                            |
| ------------ | --------------------------------- | --------------------------------- | --------------------------------- |
| Herreneinzel | Matthias Almer                    | Matej Hliničan                    | Bastian Kersaudy                  |
| Herreneinzel | Matthias Almer                    | Matej Hliničan                    | Iikka Heino                       |
| Dameneinzel  | Delphine Lansac                   | Viktoriia Vorobeva                | Marie Batomene                    |
| Dameneinzel  | Delphine Lansac                   | Viktoriia Vorobeva                | Jana Čižnárová                    |
| Herrendoppel | Bastian Kersaudy Antoine Lodiot   | Vanmaël Hériau Loïc Mittelheisser | Oliver Baczala Philip Fenner      |
| Herrendoppel | Bastian Kersaudy Antoine Lodiot   | Vanmaël Hériau Loïc Mittelheisser | Adam Mendrek Michal Světnička     |
| Damendoppel  | Stacey Guérin Viktoriia Vorobeva  | Marie Batomene Delphine Lansac    | Fanny Arnou Sonja Pekkola         |
| Damendoppel  | Stacey Guérin Viktoriia Vorobeva  | Marie Batomene Delphine Lansac    | Katarina Galenić Veronika Koldová |
| Mixed        | Rodion Kargaev Viktoriia Vorobeva | Bastian Kersaudy Marie Batomene   | Loïc Mittelheisser Stacey Guérin  |
| Mixed        | Rodion Kargaev Viktoriia Vorobeva | Bastian Kersaudy Marie Batomene   | Oliver Baczala Katarina Galenić   |